# Déjà Vu (크로스비, 스틸스, 내시 & 영의 음반)
| 전문가 평가                   | 전문가 평가             |
| 총 점수                       | 총 점수                 |
| 출처                          | 점수                    |
| ----------------------------- | ----------------------- |
| 메타크리틱                    | 95/100 (deluxe edition) |
| 평가 점수                     |                         |
| 출처                          | 점수                    |
| Allmusic                      | [ 3 ]                   |
| Christgau's Record Guide      | B–                      |
| Rolling Stone                 | (Mixed)                 |
| The Village Voice             | B+                      |
| Encyclopedia of Popular Music | [ 7 ]                   |

《Déjà Vu》는 크로스비, 스틸스 & 내시의 두 번째 스튜디오 음반으로, 닐 영과 함께 4인조로 활동한 첫 번째 음반이다. 1970년 3월 애틀랜틱 레코드에 의해 발매되었다. 이 곡은 1주일 동안 빌보드 200 차트 1위를 차지했고, 〈Woodstock〉, 〈Teach Your Children〉 그리고 〈Our House〉이라는 세 개의 톱 40 싱글을 만들었다. 1977년에 재발매되었고 2021년에 50주년을 기념하여 증간판이 출시되었다. 2003년, 이 음반은 《롤링 스톤》이 선정한 역사상 가장 위대한 음반 500장 중 148위에 올랐다. 미국 음반 산업 협회에 의해 7배 플래티넘 인증을 받은 이 음반의 판매량은 현재 8백만 장 이상이다. 그것은 지금까지 각 멤버의 경력 중 가장 많이 팔린 음반으로 남아 있다.

## 녹음
이 음반은 1969년 7월부터 1970년 1월까지 샌프란시스코 월리 하이더의 스튜디오 C와 로스앤젤레스 월리 하이더의 스튜디오 III에서 녹음되었다. 그것은 그 밴드의 네 명의 멤버들에 의해 제작되었다. 스티븐 스틸스는 이 음반을 녹음하는 데 약 800시간이 걸렸다고 추정한다. 비록 개별 트랙들이 세세한 부분까지 세심한 주의를 기울이기는 하지만, 이 수치는 과장된 것일 수 있다. 〈Woodstock〉을 제외한 곡들은 각 멤버들에 의해 개별 세션으로 녹음되었고, 각 멤버는 합의될 수 있는 모든 필요한 것들을 제공했다. 닐 영은 그레이엄 내시와 함께 트랙의 절반에만 참여하며 "일반적으로 로스앤젤레스에서 혼자 자신의 트랙을 녹음한 후 녹음실로 가져와 우리의 목소리를 녹음한 후 믹스하기 위해 가져갔다"고 말했다.
영의 〈Helpless〉는 2009년 《The Archives Vol. 1 1963–1972》에 하모니카 도입부와 다른 혼합으로 발표되었다. 그의 또 다른 기고물인 〈Country Girl〉은 버펄로 스프링필드의 두 곡인 〈Down, Down, Down〉과 〈Whiskey Boot Hill〉을 최근에 쓴 타이틀 코러스와 결합시켰다.
1971년 《히트 패러더》의 음반에 대해 언급하면서 스틸스는 "우리에게서 두 번째 음반을 꺼내는 것은 이빨을 뽑는 것과 같았고, 성공하지 못한 노래들이 계속 있었습니다. 〈Déjà Vu〉라는 곡은 스튜디오에서 100테이크를 찍었다는 뜻이겠죠. 하지만 〈Carry On〉은 구상부터 완성된 마스터까지 총 8시간 만에 일어났습니다. 그래서 모르는 거죠."
데이비드 크로스비는 1974년 《크로대디》에게 "나는 제대로 된 사람으로서 최상의 상태가 아니었고... 모든 것을 감당할 수 없었다"고 말하면서 최근 여자친구 크리스틴 힌튼의 죽음으로 인해 울음을 터뜨리곤 했다.
내시는 《뮤직 레이더》에 다음과 같이 말했다. "분위기는 밴드 멤버들이 사귀는 동안 녹음된 첫 번째 음반과는 달랐고, 두 번째 음반에서는 조니와 제가 갈라섰고, 스티븐과 주디는 갈라섰고, 크리스틴은 방금 살해된 상태였어요. 모두 어두웠어요."
이 기간 동안 멤버들은 서로의 기고문을 비판하고 마찰을 일으키기 때문에 사이가 좋지 않았다. 크로스비는 《롤링 스톤》에게 "〈Almost Cut My Hair〉는 스티븐의 항의에 따라 계속 불렀어요. 스티븐은 제가 노래를 부르는 걸 싫어했어요. 왜냐하면 그는 이 노래를 나쁜 보컬이라고 생각했기 때문이죠."라고 말했다.

## 발매
1970년 1월까지 애틀랜틱 레코드는 예약 판매로 2백만 달러를 벌어들였다. 이 음반에 대한 기대는 매우 컸다. 《Déjà Vu》는 1970년 3월 11일 SD 7200 카탈로그 애틀랜틱 레코드에서 발매되었다. 1977년 SD-19188로 재발매되었으며 일부 해외 출시에서는 커버가 검은색에서 갈색으로 변경되었다.
1970년 3월 25일에 발매된 지 14일 만에 미국에서 골드 인증을 받았으며, 빌보드 200 차트에서 88주를 보냈다.
음반에서 4개의 싱글이 발매되었고 마지막 곡인 〈Carry On〉은 빌보드 핫 100에 올랐다. 영의 〈Country Girl〉은 〈Whiskey Boot Hill〉, 〈Down Down Down〉, 〈Country Girl (I Think You're Pretty)〉이라는 세 곡을 합친 모음곡으로 크레딧에 그대로 담겨 있다.
이 음반은 1994년 9월 6일, 조 개스트위트가 오션 뷰 디지털의 오리지널 테이프를 리마스터한 후 두 번째로 콤팩트 디스크로 발매되었다.

## 곡 목록
| #  | 제목                    | 작사·작곡         | 리드 보컬 | 재생 시간 |
| -- | ----------------------- | ----------------- | --------- | --------- |
| 1. | 〈Carry On〉            | 스티븐 스틸스     | 스틸스    | 4:26      |
| 2. | 〈Teach Your Children〉 | 그레이엄 내시     | 내시      | 2:53      |
| 3. | 〈Almost Cut My Hair〉  | 데이비드 크로스비 | 크로스비  | 4:31      |
| 4. | 〈Helpless〉            | 닐 영             | 영        | 3:33      |
| 5. | 〈Woodstock〉           | 조니 미첼         | 스틸스    | 3:54      |

| #  | 제목                                                                                          | 작사·작곡  | 리드 보컬                  | 재생 시간 |
| -- | --------------------------------------------------------------------------------------------- | ---------- | -------------------------- | --------- |
| 1. | 〈Déjà Vu〉                                                                                   | 크로스비   | 크로스비                   | 4:12      |
| 2. | 〈Our House〉                                                                                 | 내시       | 내시                       | 2:59      |
| 3. | 〈4 + 20〉                                                                                    | 스틸스     | 스틸스                     | 2:06      |
| 4. | 〈Country Girl: Whiskey Boot Hill / Down, Down, Down / Country Girl (I Think You’re Pretty)〉 | 영         | 영, 크로스비, 스틸스, 내시 | 5:11      |
| 5. | 〈Everybody I Love You〉                                                                      | 스틸스, 영 | 스틸스, 크로스비, 내시     | 2:21      |

## 인증
| 국가                                                                                         | 인증        | 판매량/출하량 |
| -------------------------------------------------------------------------------------------- | ----------- | ------------- |
| 이탈리아 (FIMI)                                                                              | 골드        | 25,000        |
| 프랑스 (SNEP)                                                                                | 플래티넘    | 300,000*      |
| 독일 (BVMI)                                                                                  | 골드        | 250,000^      |
| 스위스 (IFPI 스위스)                                                                         | 골드        | 25,000^       |
| 미국 (RIAA)                                                                                  | 7× 플래티넘 | 7,000,000^    |
| 영국 (BPI)                                                                                   | 골드        | 100,000*      |
| *판매량을 기반으로 한 인증 · ^출하량을 기반으로 한 인증 · 판매량+스트리밍을 기반으로 한 인증 |             |               |